# XX Congreso del Partido Comunista de la Unión Soviética
El XX Congreso del Partido Comunista de la Unión Soviética (PCUS) se celebró entre el 14 y el 26 de febrero de 1956. Este Congreso fue el primero que se celebró después de la muerte de Stalin y se transformó en el punto de partida de las primeras críticas directas a la gestión del antiguo dirigente soviético.
Pese a las divergencias entre las diferentes facciones que cohabitaban en el politburó, en la sesión de clausura de la noche del 25 de febrero el nuevo dirigente Nikita Jrushchov realizó su famoso "Discurso Secreto" en el cual denunció a Stalin por haber violado las normas acerca del liderazgo colectivo, la represión contra los Viejos Bolcheviques, la represión contra los delegados del XVII Congreso por haber apoyado a Serguéi Kírov, el culto a la personalidad desarrollado en torno a su persona y la exageración de su rol en la Gran Guerra Patriótica, entre otras denuncias. Este acto provocó una gran conmoción en la sesión (a la cual no se permitió la presencia de los invitados extranjeros), y después de un mes de deliberaciones, se decidió hacer público buena parte del contenido a los ciudadanos de la URSS, aunque solo con la perestroika se vino a conocer el contenido completo del discurso.
El principal resultado del XX Congreso fue permitir que la sociedad soviética comenzara el proceso de desestalinización, por el cual varios miles de individuos que poblaban el Gulag, los centros de detención y otros centros de represión fueran liberados, en lo que se conoció como el Deshielo de Jrushchov. Gracias a este proceso, personajes como Aleksandr Solzhenitsyn entre otros, pudieron recuperar su libertad. Un claro ejemplo de este periodo es el libro Un día en la vida de Iván Denísovich de Solzhenitsyn, en el cual se denuncia la represión estalinista y su influencia en la vida de millones de habitantes de la Unión Soviética. 
Las decisiones tomadas por el Congreso significaron un giro en la política social del PCUS que condujo a varias medidas de índole social y política. Así se redujeron las horas de trabajo en las empresas, se inició un programa de vivienda social con la construcción de las llamadas jrushchovkas, se estableció un sistema estatal de pensiones; se concedió el pasaporte interior a los residentes rurales, ya que antes estos carecían de la posibilidad de abandonar su lugar de residencia por más de 30 días; se modificó el decreto de 1940 que prohibía a los trabajadores cambiar voluntariamente de empresa, bajo pena de entre dos y cuatro meses de cárcel,  y que castigaba la falta injustificada al trabajo con trabajos forzados de hasta seis meses y descuento del 25% del salario, etc.